# 馬震 (明朝)
馬震（1429年—？），字啓東，河南衛輝府汲縣人，明朝政治人物。進士出身。

## 生平
景泰四年（1453年）癸酉科河南鄉試第三十一名。成化二年（1466年）丙戌科會試第二百四十九名，殿試登進士第三甲第七名。

## 家族
曾祖馬子實。祖父馬良，曾任教授。父馬祥，曾任知縣。